# شركة سيتي باص
 شركة رابطة الكويت والخليج للنقل  هي شركة مساهمة كويتية تأسست عام 1977 ، تعتبر الشركة رائدة في مجال خدمات النقل البري والبحري، حازت على أفضل علامة تجارية عام 2008 ، كان اسم الشركة سابقا مجموعة النقل المشترك إلى أن تغير في عام 2002 ليصبح سيتي باص.

## المصدر
alqabas.com.kw
twgkw.com